# Szekszárdi csata
A szekszárdi csata Baranya vármegye területén történt ütközet a törökök és a várbeli magyar katonaság között 1543. április 4-én. Mivel a  szultáni sereg Magyarország ellen készült, ezért a hódoltság határán megindultak a csapatmozdulatok. A törökök I. Szulejmán útját készítették elő, míg a magyarok igyekeztek a törököket gyengíteni.
A Szekszárd környékén lezajlott éjszakai rajtaütésről Kászim szandzsák-bég tett jelentést a szultánnak, aki a Tolnában zajló harcok során egypárszor kikapott Werbőczy Imre főispán katonáitól.

A főleg székesfehérvári, ozorai és simontornyai várakból összegyűlt nagyrészt válogatott lovasok és néhány gyalogos Szekszárd alatt lesbe állt és hajnalban megrohanta a várat. Kászim a jelesebb tisztekkel (gházikkal) és a várbeli lovasokkal kitört a várból és heves csata indult a magyarokkal. A csata a magyarok győzelmével ért véget, Kászim külön megemlíti, hogy a hírneves Ejnakhán aga elesett és sokan megsebesültek, bár a bég hangsúlyozza, hogy a magyaroknak is nagy veszteségeik voltak.
A győzelem sokkal inkább lélektani hatású volt, ami önbizalommal töltötte el a környező megyek várkatonaságát. Erre szükség is volt, mivel különösen Buda elvesztése és a Mohács óta történt sorozatos vereségek bomlasztólag hatottak a katonaságra.

Szekcső vidékén említésre került még egy csata ugyanezen a napon, amit szintén a szekszárdi rajtaütést kivitelező katonák hajtottak végre, igaz az ottani török parancsnok megfutamította őket.
Több mint egy héttel később a Kapos folyó mellett, szintén baranyai területen csaptak össze ugyanezek a katonák a törökkel, de itt is vereséget szenvedtek.